# Château du Parc (Saint-Jacut-du-Mené)
Pour les articles homonymes, voir Château du Parc.
Le château du Parc est un édifice situé à Saint-Jacut-du-Mené, en France.

## Localisation
Le château du Parc est situé sur le territoire de la commune de Saint-Jacut-du-Mené, dans le département des Côtes-d'Armor, en région Bretagne.

## Description
La chapelle du château date du XIVe siècle, remaniée plus tard, elle s'accompagne d'un bâtiment annexe qui devait servir d'ermitage à un ermite gardien du lieu. Cette disposition courante en Bretagne et semble provenir de la notion bretonne d'ermite gardien de sanctuaire remontant aux ermites missionnaires celtes du VIe siècle. Cette chapelle rurale de pèlerinage était dédiée à Saint-Antoine l'ermite. Les baies du chevet s'ornent d'un réseau de fleurs de lys.

## Historique
Le château est inscrit aux monuments historiques par arrêté du 10 août 1949.

## Protection
Éléments protégés : les façades et les toitures du bâtiment à l'est de la cour d'entrée.

## Galerie

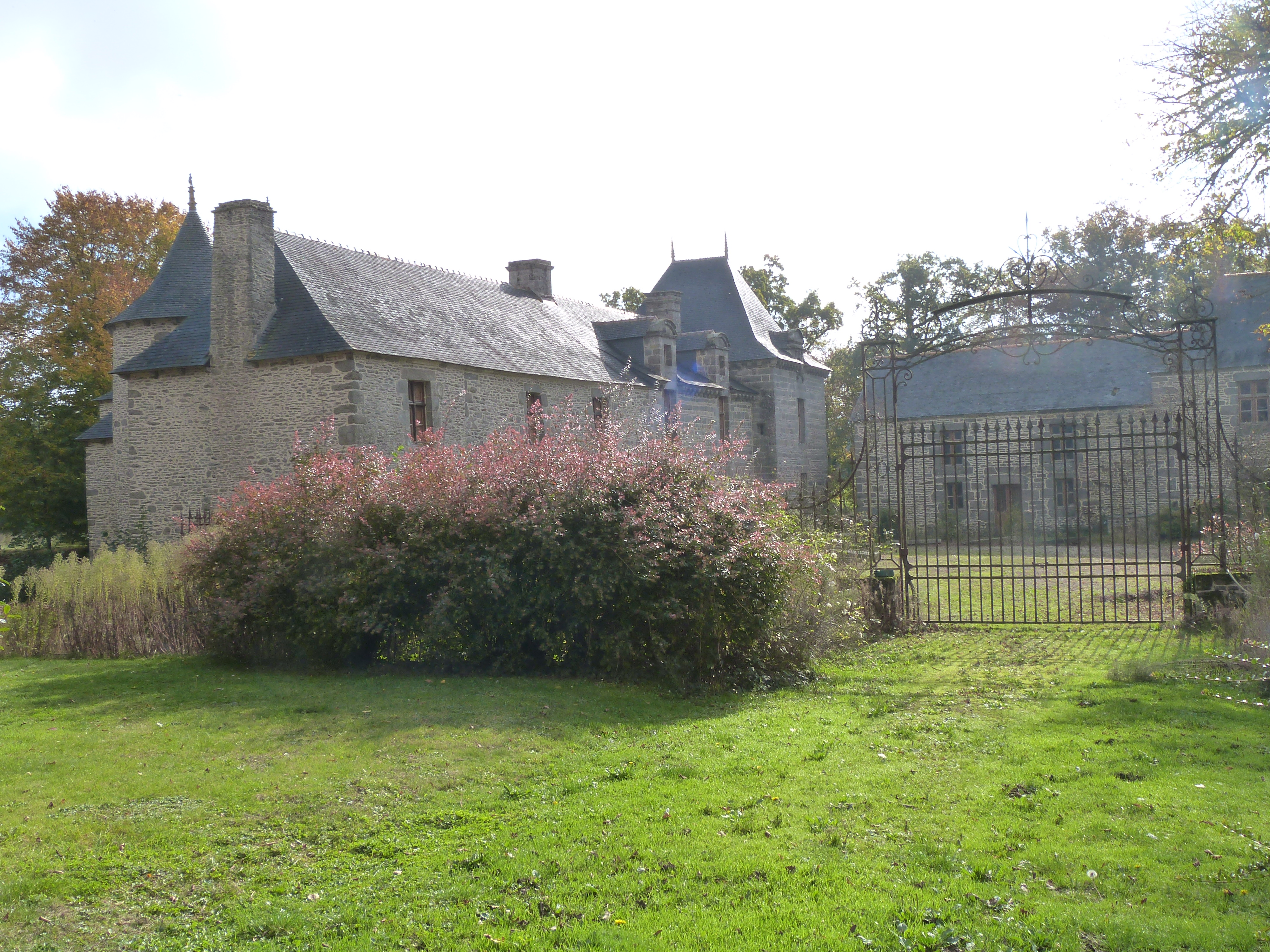
Château du Parc (façade donnant sur la cour d'entrée).
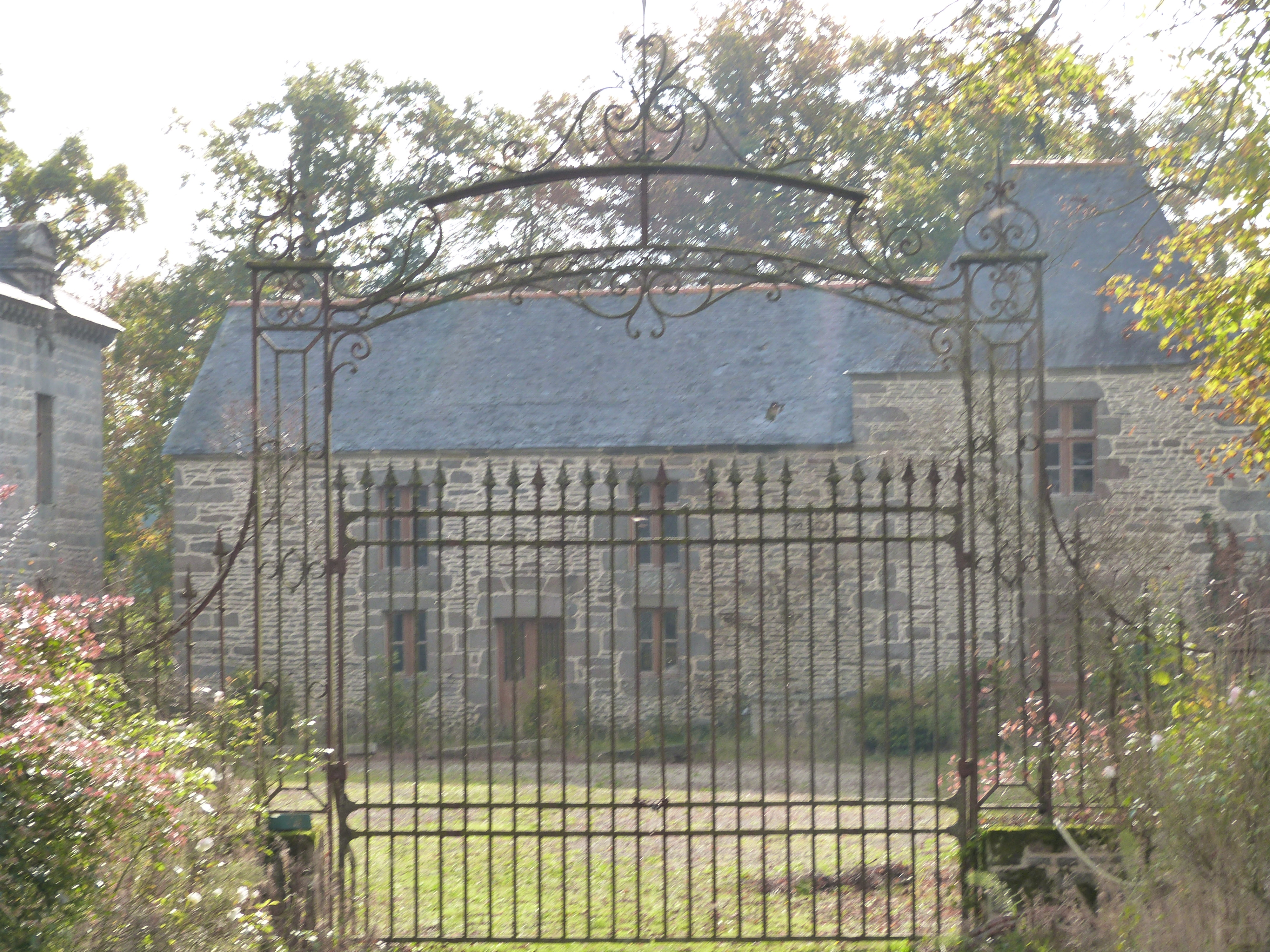
Grille du château du Parc.
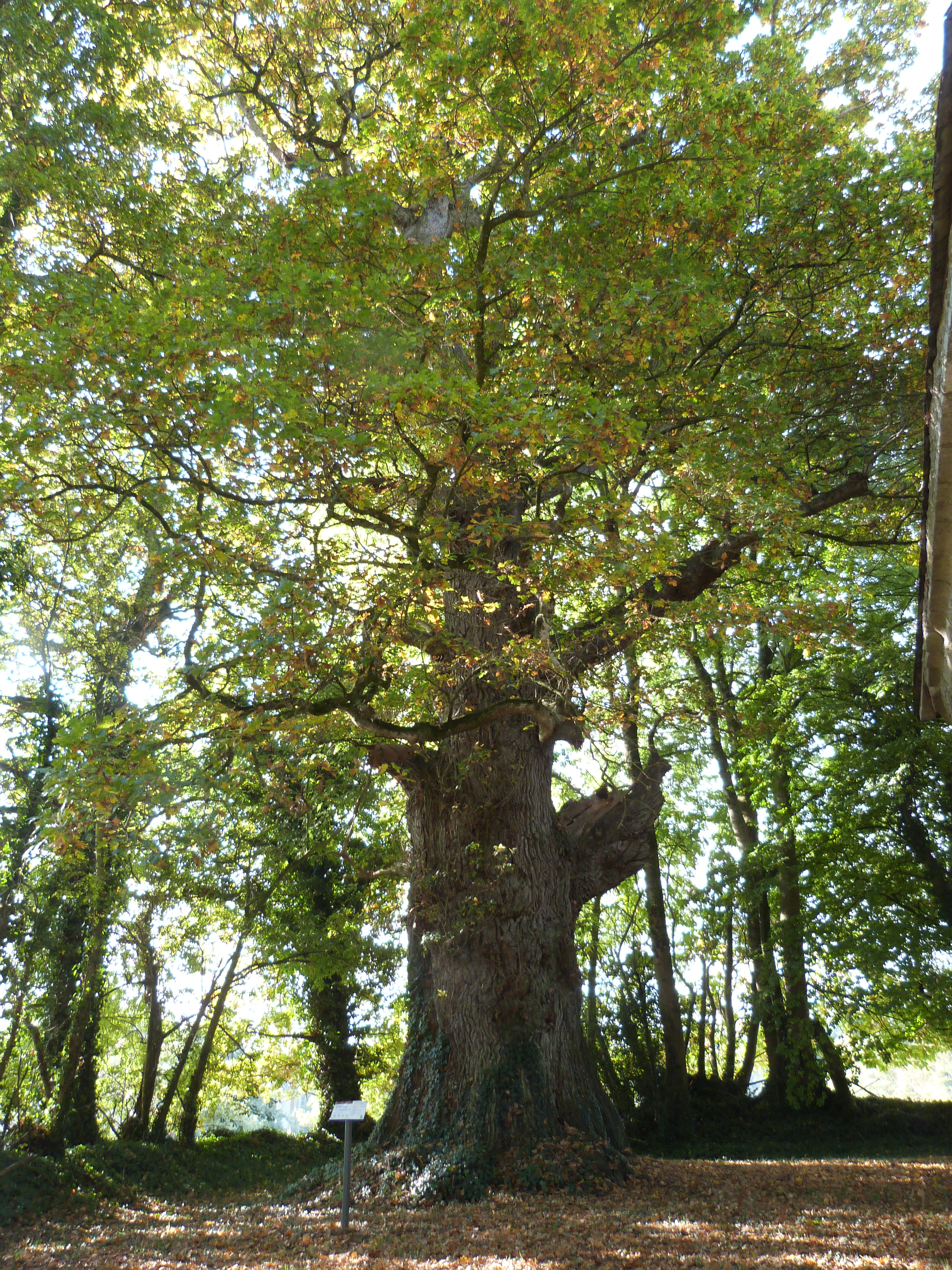
Chêne pédonculé.
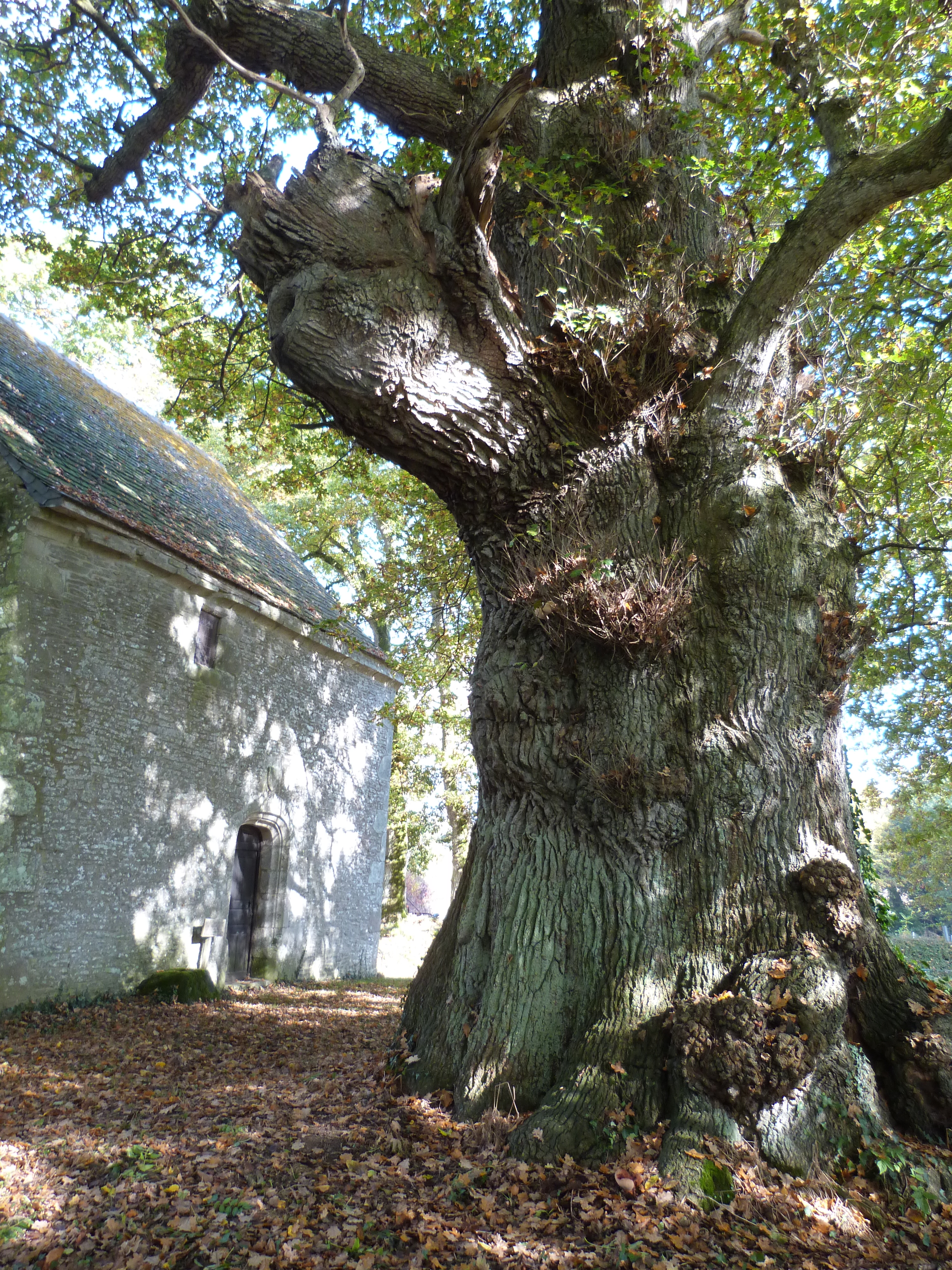
Tronc du chêne pédonculé.
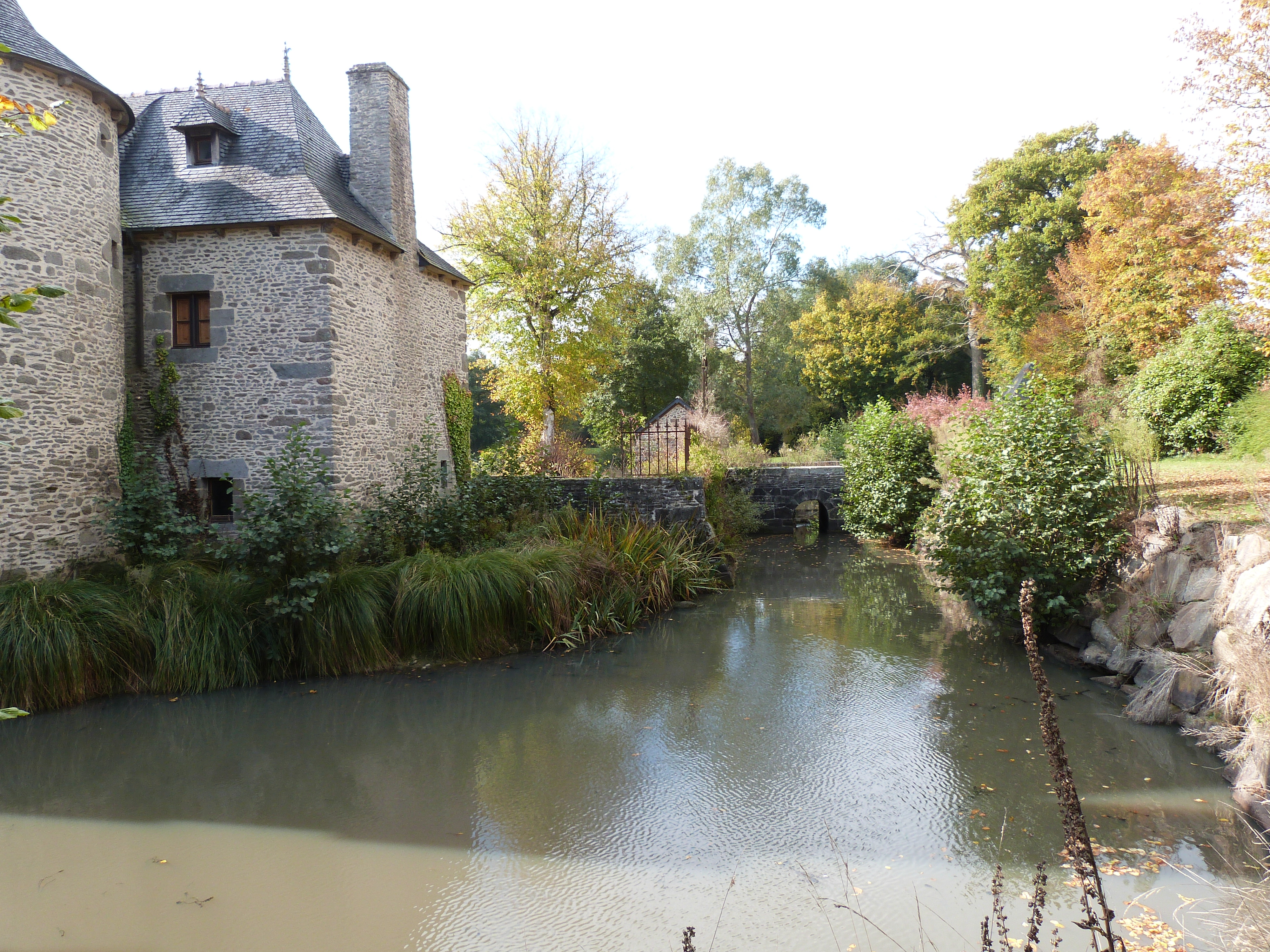
Les douves du château du Parc.
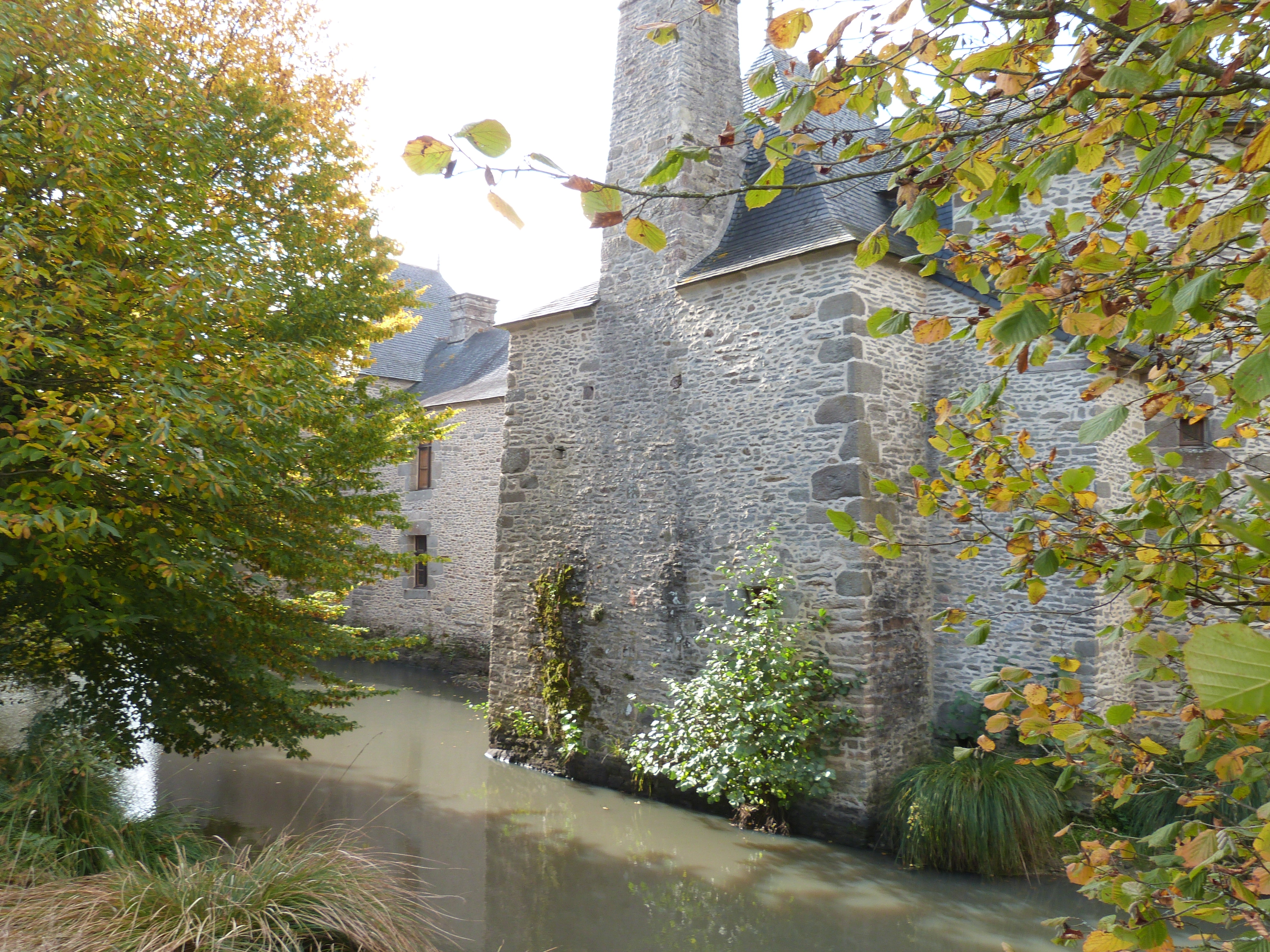
Vue partielle de la façade du château du Parc.